# 陳阿榮
陳阿榮（？—1914年），为台灣日治時期台中廳棟東上堡水底寮庄（今台中市新社区）客家人，曾组织南投事件抗击日本统治。
1912年10月，陳阿榮在南投林杞埔、埔里、東勢角等地宣傳抗日。並招募好友徐香等人參加抗日組織。原计划进攻南投的事情被日军发现。1914年，遭到逮捕，並與羅福星、賴來、張火爐等抗日份子一同被日军处决。